# Ioan A. Scriban
Ioan A. Scriban (n. 1879 – d. 1937) a fost un zoolog român. A fost profesor de zoologie și de anatomie comparată la Universitatea din Cluj, unde a format numeroși cercetători. S-a ocupat de studiul hirudineelor (lipitori), publicând numeorase și valoroase lucrări. A mai studiat miopatiile la om, structura branhiei la pești, structura intestinului respirator la țipar etc.

## Opera principală
- Contribuții la fauna hirudineelor de apă dulce din România, 1904
- Studii histologice și anatomice asupra hirudineelor de apă dulce, 1915
- Hirudinea, monografie, 1932